# Columbus (Texas)
Pour les articles homonymes, voir Columbus.
La ville de Columbus est le siège du comté de Colorado, dans l’État du Texas, aux États-Unis. Elle comptait 3 916 habitants lors du recensement de 2000.
Columbus est située sur le fleuve Colorado à 119 km à l’ouest de Houston.

## Source
- (en) Cet article est partiellement ou en totalité issu de l’article de Wikipédia en anglais intitulé « Columbus, Texas » (voir la liste des auteurs).